# Storselet
Storselet este o arie protejată (arie specială de conservare — SAC, sit de importanță comunitară — SCI) din Suedia întinsă pe o suprafață de 20,6 ha, integral pe uscat.

## Localizare
Centrul sitului Storselet este situat la coordonatele 62°49′35″N 15°47′24″E / 62.8263°N 15.7901°E.

## Înființare
Situl Storselet a fost declarat sit de importanță comunitară în iulie 2000 pentru a proteja 2 specii de plante. Situl a fost protejat și ca arie specială de conservare în martie 2011.

## Biodiversitate
Situată în ecoregiunea boreală, aria protejată conține 2 habitate naturale: Păduri fino-scandinave bogate în ierburi cu Picea abies, Taiga vestică.
La baza desemnării sitului se află mai multe specii protejate de  plante (2): Calypso bulbosa, papucul doamnei (Cypripedium calceolus).